# Ekvivalentna impedansa
Ekvivalentna impedansa je ekvivalentno kolo električne mreže sa elementima impedanse koje predstavljaju istu impedansu između svih parova terminala kao što je u datoj mreži. Ovaj tekst opisuje matematičke transformacije između nekih pasivnih mreža linearne impedanse koja se najčešće pronalazi u električnim kolima. 
Postoji nekoliko dobro poznatih i često upotrebljivanjih ekvivalentnih kola u analizi linearnih mreža. Ona uključuju otpornike u nizovima, paralelno postavljene otpornike i proširuju se na redno vezana i paralalelna kola za kondenzatore, provodnike i opštu impedansu. Takođe su dobro poznati Nortonov i Teveninov ekvivalentan generator struje i generator napona kola respektivno kao što je Y-Δ transformacija. O njima dalje neće biti reči i treba konsultovati pojedinačne tekstove o tome.
Nekoliko ekvivalentnih kola u koje se može transformisati linearna mreža je nevezano. Čak i u najtrivijalnijim slučajevima se ovo može pokazati kao istinito, na primer kada se zapitamo koliko različitih kombinacija paralelnih otpornika je ekvivalent datom kombinovanom otporniku. Ovaj tekst nema pretenzija ka opsežnosti ali moguće je obratiti pažnju na nekoliko generalija. Vilhelm Kauer otkrio je transformaciju koja može da dovede do svih mogućih ekvivalenata date racionalne pasivne linearne jednoulazne ili drugim rečima bilo koje date dvopolne impedanse. Transformacije četvoropolnih naročito dvoulaznih mreža se takođe često susreću a moguće su i transformacije još kompleksnijih mreža.
Širok opseg tema o ekvivalentnim kolima je potcenjen u priči Sidnija Darlingtona. Sudeći po Darlingtonu, veliki broj ekvivalentnih kola je otkrio Ronald Foster prateći svoj rad i rad Džordža Kempbela iz 1920. Godine o nedispativosti četvoroulazne mreže. U toku svog rada oni su tražili načine na koje četiri ulaza mogu biti međusobno povezana idelanim transformatorima i uz maksimalni transfer energije. Otkrili su nekoliko kombinacija koje bi mogle imati praktičnu primenu i tražili od AT & T odleljenja za patente da ih patentiraju. Odeljenje za patente im je reklo da nema svrhe patentirati samo nekoliko kola ako bi konkurencija mogla da iskoristi ekvivalentno kolo da zaobiđe njihov patent; treba da patentiraju sve ili da odustanu. Foster je onda izveo proračune za svako od njih. Došao je do ogromne sume od 83, 539 ekvivalenata (577,722 ako se uključe i različiti opseg autputa). Ovo je bilo previše za patentiranje pa je umesto toga informacija puštena u javnost da bi se sprečilo patentiranje svega toga od strane konkurencije AT & T ubuduće.

## Dvopolne, dvoelementne vrste mreža
Jedna impedansa ima dva terminala koja povezuje ka spoljnom svetu, prema tome može biti opisana kao dvopolna ili jednoulazna mreža. Uprkos jednostavnom opisu, nema granice broju podmreža pa ni kompleksnost i broj elemenata koje impedansa mreže može imati. Dvoelementne vrste mreža su čest dizajn kola; filteri, na primer su često LC vrste mreže a dizajneri štampanih ploča često favorizuju RC vrstu mreže zato što se kalemi teže proizvode.Transformacije su jednostavnije i lakše se pronalaze nego za troelementne vrste mreža. Jednoelemеntne vrste mreža se mogu smatrati posebnim slučajem dvoelemntnih vrsta mreže. Moguće je upotrebiti transformacije u ovom delu na nekim troelementnim vrstama mreža zamenjivanjem mreže elemenata za element Zn. Međutim, ovo je ograničeno za najviše dve impedanse koje se zamenjuju; ostatak nije stvar slobodnog izbora. Sve transformacione jednačine date u ovom tekstu bazirane su na radu Ota Zobela.

### Troelemntne mreže
Jednoelementne mreže su trivijalne a dvoelemntne, dvopolne mreže su ili dva elementa u nizu ili dva elementa paralelno vezana što je takođe trivijalno. Najmanji broj elemenata koji nije trivijalan je tri a postoje dve moguće dvoelementne transformacije koje nisu trivijalne, jedna je i obrnuta transformacija i topološki dual dual, druge.
| Opis                                                                                  | Mreža | Prevedena jednačina | Prevedena mreža |
| ------------------------------------------------------------------------------------- | ----- | --- | --------------- |
| Pretvaranje 1.1 Pretvaranje 1.2 je obrnuto od ove transformacije.                     |       | {\displaystyle p_{1}=1+m_{1}\ ,} {\displaystyle p_{2}=m_{1}(1+m_{1})\ ,} {\displaystyle p_{3}=(1+m_{1})^{2}\ .}                                                                       |                 |
| Pretvaranje 1.2 Reverzno pretvaranje, i toplogijski dual, pretvaranja 1.1.            |       | {\displaystyle p_{1}={\frac {{m_{1}}^{2}}{1+m_{1}}}\ ,} {\displaystyle p_{2}={\frac {m_{1}}{1+m_{1}}}\ ,} {\displaystyle p_{3}=\left({\frac {m_{1}}{1+m_{1}}}\right)^{2}\ .}          |                 |
| Primer. Primer Pretvranja 1.2. Smanjuje veličinu inudkatora i ima praktične prednosti |       | {\displaystyle m_{1}=0.5\ ,} {\displaystyle p_{1}=\textstyle {\frac {1}{6}}\ ,} {\displaystyle p_{2}=\textstyle {\frac {1}{3}}\ ,} {\displaystyle p_{3}=\textstyle {\frac {1}{9}}\ .} |                 |

### Četvoroelementne mreže
Postoje 4 komplikovane četvoroelementne transformacije za dvoelementne vrste mreža. Dve od njih su obrnute transformacije preostale dve, a dve su duali preostale dve. Moguće su dalje transformacije u posebnom slučaju kada je Z2 Z2 ista vrsta elementa ko i Z1, tj. kada se mreža svede na jednoelementnu mrežu. Broj mogućih mreža raste kako se broj elemenata povećava. Za sve unesene vrednosti u tabeli ispod važi:
| | |
| {\displaystyle q_{1}:=1+m_{1}+m_{2}\,\!} , {\displaystyle q_{2}:={\sqrt {{q_{1}}^{2}-4m_{1}m_{2}}}\,\!} , {\displaystyle q_{3}:={\frac {(1+m_{1})(1+m_{2})}{(m_{1}-m_{2})^{2}}}} , | {\displaystyle q_{4}:={\frac {q_{2}-q_{1}+2m_{2}}{2q_{2}}}} , {\displaystyle q_{5}:={\frac {q_{2}+q_{1}-2m_{2}}{2q_{2}}}} . |

| Opis | Mreža | Prevedena jednačina | Prevedna mreža |
| --- | ----- | --- | -------------- |
| Transform 2.1 Pretvaranje 2.2 je obrnuto od ove transformacije. Reverzno pretvaranje, i toplogijski dual, pretvaranja  |       | {\displaystyle p_{1}={\frac {q_{1}+q_{2}}{2q_{5}}}\ ,} {\displaystyle p_{2}={\frac {q_{1}-q_{2}}{2q_{4}}}\ ,} {\displaystyle p_{3}={\frac {m_{2}}{q_{5}}}\ ,} {\displaystyle p_{4}={\frac {m_{2}}{q_{4}}}\ .}                                                                                |                |
| Transform 2.2 Transform 2.1 je obrnuto od ove transformacije.. Pretvaranje2.4 je topologijskil ove transformacije.     |       | {\displaystyle p_{1}={\frac {1}{q_{3}(1+m_{2})}}\ ,} {\displaystyle p_{2}={\frac {m_{1}}{1+m_{1}}}\ ,} {\displaystyle p_{3}={\frac {1}{q_{3}(1+m_{1})}}\ ,} {\displaystyle p_{4}={\frac {m_{2}}{1+m_{2}}}\ .}                                                                                |                |
| Transform 2.3 Transform 2.4 obrnuto od ove transformacije. Transform 2.1 je topologijskil ove transformacije.          |       | {\displaystyle p_{1}={\frac {q_{4}(q_{1}+q_{2})}{2m_{2}}}\ ,} {\displaystyle p_{2}={\frac {q_{5}(q_{1}-q_{2})}{2m_{2}}}\ ,} {\displaystyle p_{3}=q_{4}\ ,} {\displaystyle p_{4}=q_{5}\ .} |                |
| Transform 2.4 Transform 2.3 is the reverse of this transform. Transform 2.2 is the topological dual of this transform. |       | {\displaystyle p_{1}=1+m_{1}\ ,} {\displaystyle p_{2}=m_{1}q_{3}(1+m_{1})\ ,} {\displaystyle p_{3}=1+m_{2}\ ,} {\displaystyle p_{4}=m_{1}q_{3}(1+m_{2})\ .} |                |
| Example 2. An example of Transform 2.2.                                                                                |       | {\displaystyle m_{1}=3\ ,} {\displaystyle m_{2}=1\ ,} {\displaystyle q_{3}=2\ ,} {\displaystyle p_{1}=\textstyle {\frac {1}{4}}\ ,} {\displaystyle p_{2}=\textstyle {\frac {3}{4}}\ ,} {\displaystyle p_{3}=\textstyle {\frac {1}{8}}\ ,} {\displaystyle p_{4}=\textstyle {\frac {1}{2}}\ .} |                |

## Dvopolne, n-elementne, troelementne vrste mreža
Jednostavne mreže sa samo nekoliko elemenata mogu se izraziti formulisanjem mrežnih jednačina „rukom“ uz primenu jednostavnih teorema za mreže kao što je Kirhofov zakon. Jednakost se dokazuje između dve mreže direktno poredeći dva seta jednačina i izjednačavanjem koeficijenata. Za veće mreže potrebnije su jače tehnike. Uobičajen pristup je početi izražavanjem mreže impedansi u obliku matrice. Ovaj pristup je dobar samo za racionalne mreže. Bilo koja mreža koja uključuje neuređene elemente kao što je transmisiona linija ne može biti predstavljena konačnom matricom. Uopšteno govoreći, n-podmreža zahteva n x n matricu da je iskaže. Na primer, matrica za tropodmrežnu mrežu može izgledati ovako:
{\displaystyle \mathbf {[Z]} ={\begin{bmatrix}Z_{11}&Z_{12}&Z_{13}\\Z_{21}&Z_{22}&Z_{23}\\Z_{31}&Z_{32}&Z_{33}\end{bmatrix}}}
Unos vrednosti u matricu je odabran da bi matrica formirala sistem linearnih jednačina podmrežnih napona i struja (kako je objašnjeno u analizi podmreža)
{\displaystyle \mathbf {[V]} =\mathbf {[Z][I]} }
Primer dijagrama na Slici 1, na primer, može se iskazati kao matrica impedanse:
{\displaystyle \mathbf {[Z]} ={\begin{bmatrix}R_{1}+R_{2}&-R_{2}\\-R_{2}&R_{2}+R_{3}\end{bmatrix}}}
a povezan sistem linearnih jednačina je,
{\displaystyle {\begin{bmatrix}V_{1}\\0\end{bmatrix}}={\begin{bmatrix}R_{1}+R_{2}&-R_{2}\\-R_{2}&R_{2}+R_{3}\end{bmatrix}}{\begin{bmatrix}I_{1}\\I_{2}\end{bmatrix}}}
U većini opštih slučajeva svaka grana, Zp, mreže može se sastojati od 3 elemnta tako da,
{\displaystyle Z_{\mathrm {p} }=sL_{\mathrm {p} }+R_{\mathrm {p} }+{1 \over sC_{\mathrm {p} }}}
gde L, R and C predstavljaju konduktansu, rezistansu i kapacitet respektivno i s je operator kompleksne frekvencije {\displaystyle \scriptstyle s=\sigma +i\omega }.
Ovo je uobičajen način za predstavljanje opšte impedanse ali za ovaj tekst pogodnije je matematički izraziti elastancu D što je suprotno od kapaciteta C. Na taj način opšta impedansa grane može biti iskazana,
{\displaystyle sZ_{\mathrm {p} }=s^{2}L_{\mathrm {p} }+sR_{\mathrm {p} }+D_{\mathrm {p} }\,\!}
Identično, svaki unos matrice impedanse može da se sastoji od zbira tri elemnta. Zbog toga matrica se može razložiti na trinxn matrice, po jedna za svaki od tri vrste elementa;
{\displaystyle s\mathbf {[Z]} =s^{2}\mathbf {[L]} +s\mathbf {[R]} +\mathbf {[D]} }
Poželjno je da matrica [Z] iskazuje impedansu , Z(s). U tu svrhu petlja jedne od podmreža je presečena i Z(s) je impedansa izmerena između isečenih krajeva. Uobičajeno je pretpostaviti da je ulaz za spoljnu konekciju u podmreži 1, pa je prema tome povezana preko ulaza matrice Z11, mada bi bilo savršeno moguće formulisati ovo sa vezama bilo kog odabranog čvora u daljem tekstu Z(s) uzeta preko Z11 se smatra zadatom Z(s) može biti izračunat preko [Z] putem;
{\displaystyle Z(s)={\frac {|\mathbf {Z} |}{z_{11}}}}
gde z11 je komplement komplement a Z11 and |Z| je determinanta [Z].
Na primeru mreže gore date;

{\displaystyle |\mathbf {Z} |=(R_{1}+R_{2})(R_{2}+R_{3})-{R_{2}}^{2}=R_{1}R_{2}+R_{1}R_{3}+R_{2}R_{3}\ ,}
{\displaystyle z_{11}=Z_{22}=R_{2}+R_{3}\ ,} and,
{\displaystyle Z(s)=R_{1}+{\frac {R_{2}R_{3}}{R_{2}+R_{3}}}\ .}

Tačnost ovog rezultata se može lako proveriti direktnom metodom redno povezanih otpornika i paralelno povezanih otpornika. Međutim, takvi metodi brzo postaju zamorni i glomazni kako rastu veličina i složenost mreže koja se analizira.
Unesene vrednosti [R], [L] i [D] ne mogu se proizvoljno postaviti. Za [Z] da bi dovelo do impedanse Z(s) je [R],[L] i [D] moraju svi biti pozitivno definisane matrice. Čak i tada realizacija Z(s) će sadržati idealne transformatore u okviru mreže. Pronalaženje samo onih transformacija koje ne traže međusobnu indukciju ili idealne transformatore je teži zadatak. Slično tome, ako se krene sa drugog kraja i specifikuje se izraz Z(s), ) ni to ne može da se uradi proizvoljno. Da bi bilo izvodljivo kao racionalna impedansa, Z(s) mora da bude pozitivno-realno. Pozitivno-realni uslov (PR) je i neophodan i dovoljan ali može biti praktičnih razloga za odbacivanje nekih topologija. topologies.
Transformacije generalne impedanse radi pronalaženja ekvivalentne, racionalne, jednoulazne iz datog primera [Z] potiče od Vilhelma Kauera. Grupa realnih afino transformacija.
{\displaystyle \mathbf {[Z']} =\mathbf {[T]} ^{T}\mathbf {[Z]} \mathbf {[T]} }
gde,
{\displaystyle \mathbf {[T]} ={\begin{bmatrix}1&0\cdots 0\\T_{21}&T_{22}\cdots T_{2n}\\\cdot &\cdots \\T_{n1}&T_{n2}\cdots T_{nn}\end{bmatrix}}}
je nepromenjivo za Z(s). ). To znači da su sve transformisane mreže ekvivalenti po definiciji ovde datoj. Ako je Z(s)za početu datu matricu izvodljivo tj ispunjava PR uslove onda će sve transformisane mreže napravljene ovom transformacijom takođe ispunjavati PR uslove.

## Tropolne i četvoropolne mreže
Tropolna mreža može takođe da se koristi kao dvoulazna da bi se ovo postiglo jedan od terminala se povezuje najčešće za jedan terminal sa oba ulaza. Drugim rečima, jedan terminal se deli na dva terminala i mreža se uspešno pretvara u četvoropolnu mrežu. Ova topologija je poznata kao nebalansirana topologija i suprotna je od balansirane topologije. Balansirana topologija zahteva, kako prikazuje slika 3, da impedansa izmerena između terminala 1 i 3 bude jednaka impedansi izmerenoj između terminala 2 i 4. Ovde parovi terminala ne formiraju ulaze: slučaj kada parovi terminala formiraju ulaze ima istu impedansu i naziva se simetričnim. Strogo govoreći, bilo koja mreža koja ne ispuni uslov balansiranosti je nebalansirana, ali se termin najčešće odnosi na tropolnu topologiju opisanu iznad i na slici 3. Transformisanje nebalansirane dvoulazne mreže u balansiranu mrežu je najčešće jednostavno: svi redno povezani elementi se dele na pola, a jedna polovina se prenosi na zajedničku granu. Transformisanje iz balansirane u nebalansiranu topologiju je često moguće uz obrnutu transformaciju, ali ima slučajeva gde određene topologije ne mogu biti transformisane na ovaj način. Na primer, pogledati tekst o transformaciji rešetke dalje.
Primer transformacije tropolne mreže nije ograničen na dvoulaznu već je Y-Δ transform. transformacija. Ovo je naročito važna transformacija za pronalaženje ekvivalentnih impedansi. Važnost proizilazi iz činjenice da ukupna impedansa između dva terminala ne može biti određena samo računanjem kombinacija redne i paralelne veze osim u određenim ograničenim vrstama mreža. Uopšteno su potrebne dodatne transformacije. Y-Δ transformacija je inverzna od Δ-Y transformacije, i n-polarna analogna u odnosu na ove dve transformacije (zvezda-poligon transformacija) i predstavlja minimum dodatnih transformacija potrebnih da se reši opšti slučaj. Redni i paralelni elementi su u stvari dvopolne verzije zvezde i poligonske topologije. Uobičajena, jednostavna topologija koja ne može biti rešena rednim i paralelnim kombinacijama je input impedanse do mreže most (osim u posebnom slučaju kada je most u ravnoteži) ostatak transformacija u ovom delu teksta su sve ograničene na upotrebu samo dva ulaza.

### Transformacija rešetke
Simetrične dvoulazne mreže mogu biti transforimsane u mreže u obliku rešetki koristeći Bartletovu teoremu rasecanja. Metoda se ograničava na simetrične mreže ali uključuje mnoge topologije koje se često pronalaze u filterima, regulatorima pojačanja i ekvilizeri. Topologija rešetke je unutrašnje balansirana, nema nebalansiranih duplikata rešetke i najčešće joj je potrebno više komponenti od transformisane mreže.
| Some common networks transformed to lattices (X-networks)        | Some common networks transformed to lattices (X-networks) | Some common networks transformed to lattices (X-networks)                                                                   | Some common networks transformed to lattices (X-networks) |
| Opis                                                             | Mreža                                                     | Prevedena jednaćina | Prevedena mreža                                           |
| ---------------------------------------------------------------- | --------------------------------------------------------- | --- | --------------------------------------------------------- |
| Transform 3.1 Transform of T network to lattice network.         |                                                           | {\displaystyle Z_{\mathrm {A} }=Z_{1}\ ,\!} {\displaystyle Z_{\mathrm {B} }=Z_{1}+2Z_{2}\ .\!}                              |                                                           |
| Transform 3.2 Transform of Π network to lattice network.         |                                                           | {\displaystyle Z_{\mathrm {A} }={\frac {Z_{1}Z_{2}}{Z_{1}+2Z_{2}}}\ ,\!} {\displaystyle Z_{\mathrm {B} }=Z_{2}\ .}          |                                                           |
| Transform 3.3 Transform of Bridged-T network to lattice network. |                                                           | {\displaystyle Z_{\mathrm {A} }={\frac {Z_{1}Z_{0}}{Z_{1}+2Z_{0}}}\ ,\!} {\displaystyle Z_{\mathrm {B} }=Z_{0}+2Z_{2}\ .\!} |                                                           |

Obrnute transformacije iz rešetke u nebalansiranu topologiju nisu uvek moguće što se tiče pasivnih kompnenti. Na primer ova transformacija,
| Opis                                                                 | Mreža | Prevedena mreža |
| -------------------------------------------------------------------- | ----- | --------------- |
| Transform 3.4 Transform of a lattice phase equaliser to a T network. |       |                 |

se ne može realizovati sa pasivnim komponentama zbog negativnih vrednosti koje proističu iz transformisanog kola. To se, međutim, može realizovati ako su dozvoljeni međusobna indukcija i idealni transformatori, na primer u ovom kolu. Još jedna mogućnost je da se dozvoli upotreba aktivnih komponenti koje bi omogućile da se negativne impedanse direktno realizuju kao komponente kola.
Ponekad može biti korisno napraviti ovakvu transformaciju ne za svrhu stvarnog pravljenja transformisanog kola već pre za svrhu pomaganja pri shvatanju kako originalno kolo radi. Sledeće kolo u T topologiji mosta je modifikacija srednje vrednosti povezanom m – izvedenog filtera T- odeljka. Kolo je rezultat rada Hendrika Bodea koji je tvrdio da dodavanje otpornika mosta odgovarajuće vrednosti može da poništi parazitski otpor paralelnog kalema. Rad ovog kola je jasan ako se transformiše u T topologiju – u ovom obliku postoji negativan otpor u paralelnoj grani koji se može dovesti do toga da bude tačno jednak pozitivnom parazitskom otporu kalema. .
| Opis                                                                           | Mreža | Prevedena mreža |
| ------------------------------------------------------------------------------ | ----- | --------------- |
| Transform 3.5 Transform of a bridged-T low-pass filter section to a T-section. |       |                 |

Bilo koja simetrična mreža se može transformisati u bilo koju drugu simetričnu mrežu istim metodom tj prvo se transformiše u formu srednje rešetke (koja nije predstavljena u gornjem primeru transformacije da bi se izbegla zabuna) i iz oblika rešetke se prelazi u ciljni oblik. Kao u primeru , ovo će dovesti do negativnih elemenata osim u posebnim slučajevima.

### Eliminisanje otpornika
Sidni Darlingtonova teorema kaže da bilo koja PR funkcija Z(s) može biti realizovana dvoulazna sa pozitivnim otpornikmom R bez gubitka. To znači da bez obzira na to koliko otpornika prikazuje u matrici [Z] predstavljajući impedansu mreže, transformacija može da se pronađe koja će da realizuje mrežu u potpunosti kao LC vrstu mreže sa samo jednim otpornikom preko autput izlaza (što bi inače predstavljalo unos). Ni jedan otpornik u okviru mreže nije neophodan da bi se realizovao određeni odgovor. Prema tome uvek je moguće smanjiti troelementne, dvoulazne mreže u dvoelemntne (LC) dvoulazne mreže pod uslovom da autput izlaz je eliminisan otporom odgovarajuće vrednosti.

### Eliminisanje idealnih transformatora
Osnovna transformacija se može obaviti sa idealnim transformatorima i drugim elementima impedanse pomeranjem impedanse na drugu stranu transformera. U svim sledećim transformacijama r je obrtni odnos transformatora. 
| Opis                                                                            | Mreža | Prevedena mreža |
| ------------------------------------------------------------------------------- | ----- | --------------- |
| Transform 4.1 Series impedance through a step-down transformer.                 |       |                 |
| Transform 4.2 Shunt impedance through a step-down transformer.                  |       |                 |
| Transform 4.3 Shunt and series impedance network through a step-up transformer. |       |                 |

Ove transformacije se ne primenjuju samo na pojedinačne elemente; cele mreže mogu da prođu kroz transformer. Na ovaj način, transformer se može kretati kroz mrežu na odgovarajuću lokaciju.
Darlington daje ekvivalentnu transformaciju koja može i da potpuno eliminiše idealni transformator. Ova tehnika zahteva da je transformator blizu (ili da može da bude pomeren do) “L“ mreže iste vrste impedanse. Transformacija u svim varijantama dovodi do “L“ mreže koja se okreće na suprotnu stranu tj topološki gledano kao odraz u ogledalu.
.
| Opis                                                  | Mreža | Prevedena mreža |
| ----------------------------------------------------- | ----- | --------------- |
| Transform 5.1 Elimination of a step-down transformer. |       |                 |
| Transform 5.2 Elimination of a step-up transformer.   |       |                 |
| Example 3. Example of transform 5.1.                  |       |                 |

Primer 3 pokazuje da je rezultat Π - mreža a ne L mreža. Razlog tome je što paralelni element ima veći električni kapacitet nego što je potrebno za transformaciju pa nešto preostaje posle primene transformacije. Ako je višak umesto toga u elementu najbližem transformatoru, ovo bi se moglo rešiti premeštanjem viška na drugu stranu transformatora pre vršenja transformacije..

## Terminologija
1. 1 2  Branch.  A network branch is a group of elements connected in series between two nodes.  An essential feature of a branch is that all elements in the branch have the same current flowing through them.
2. ↑  Element. A component in a network, an individual resistor (R), inductor (L) or capacitor (C).
3. ↑  n-element.  A network that contains a total of n elements of all kinds.
4. ↑  n-element-kind.  A network that contains n different kinds of elements.  For instance, a network consisting solely of LC elements is a 2-element-kind network.
5. ↑  Ideal transformer.  These frequently appear in network analysis.  They are a purely theoretical construct which perfectly transform voltages and currents by the given ratio without loss.  Real transformers are highly efficient and can often be used in place of an ideal transformer.  One essential difference is that ideal transformers continue to work when energised with DC, something no real transformer could ever do. See transformer.
6. ↑  n-mesh.  A mesh is a loop of a network where connections exist to allow current to pass from element to element, and form an unbroken path returning eventually to the starting point.  An essential mesh is such a loop that does not contain any other loop.  An n-mesh network is one that contains n essential meshes.
7. ↑  Node.  A network node is point in a circuit where one terminal of three or more elements are joined.
8. ↑  Port.  A pair of terminals of a network into which flows equal and opposite currents.
9. ↑  Rational in this context means a network composed of a finite number of elements.  Distributed elements, such as in a transmission line, are therefore excluded because the infinitessimal nature of the elements will cause their number to go to infinity.
10. ↑  Terminal.  A point in a network to which voltages external to the network can be connected and into which external currents may flow.  A 2-terminal network is also a one-port network.  3-terminal and 4-terminal networks are often, but not always, also connected as 2-port networks.